# Bitlles catalanes

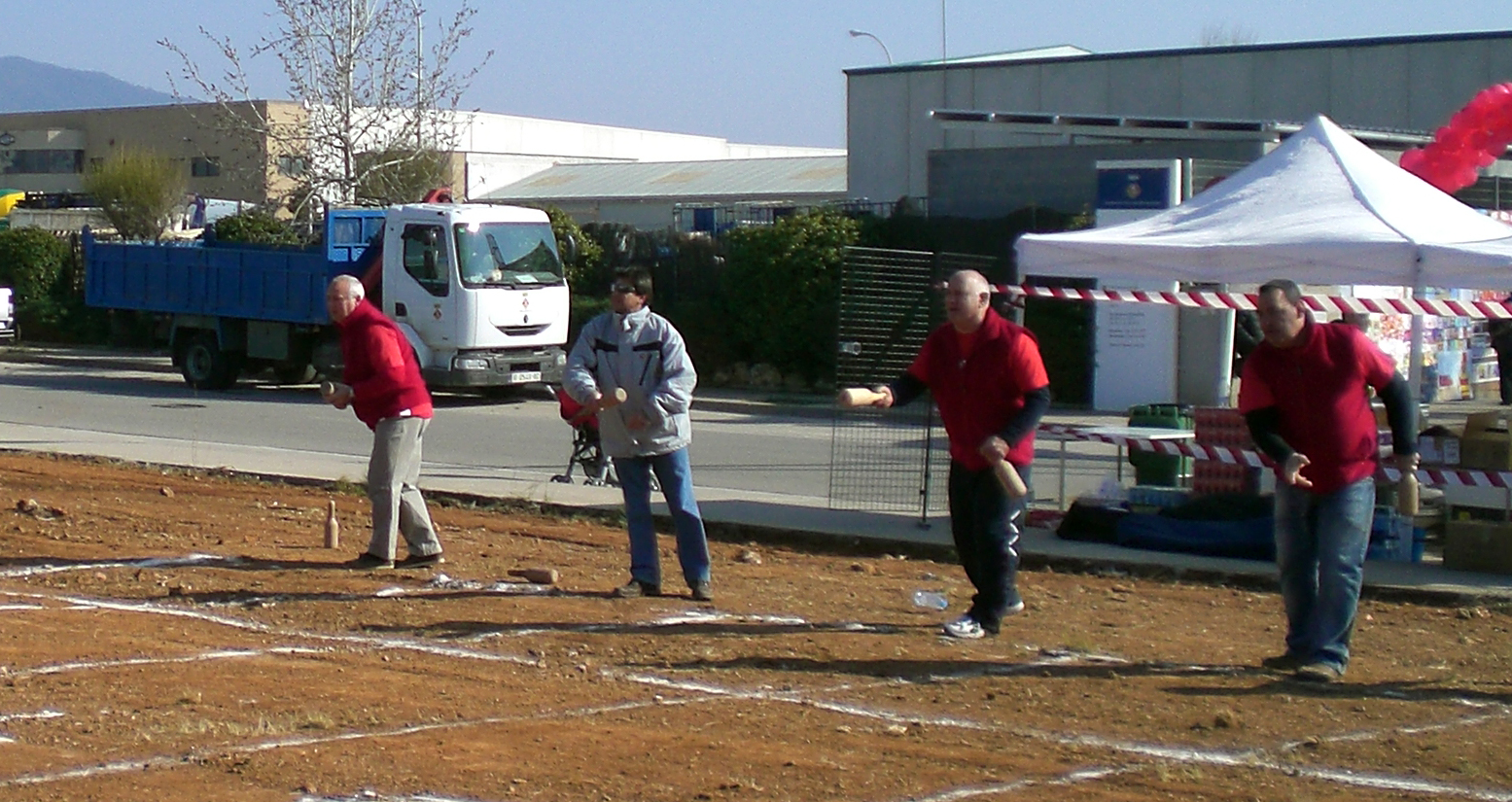
Arreu del territori s'organitzen torneigs. La foto s'ha pres durant el torneig social de Castellar del Vallès

Com a bitlles catalanes s'entenen certes modalitats de bitlles d'arrel tradicional que s'han practicat al territori català de manera ininterrompuda des de fa generacions.
Existeixen dues modalitats bàsiques: bitlles de sis i bitlles de nou.
Les bitlles de sis són un esport tradicional català consistent en llançar uns "bitllots" (bitlles petites) contra sis bitlles situades a una determinada distància amb la finalitat de tombar-ne 5. Actualment (2020), existeixen a Catalunya 5 associacions de clubs on hi ha més de 200 clubs, amb fins a 2.000 practicants. La Coordinadora Intercomarcal de Birles/ Bitlles, l'Associació de Bitlles de Lleida, l'Associació de Bitlles pel Lleure i la Federació Catalana de Bitlles i Bowling agrupen la pràctica totalitat de clubs i jugadors. A les bitlles de 6 s'hi juga també en d'altres indrets com ara Castella, Aragó, Astúries o Occitània.
Les bitlles de nou són pròpies del Pirineu, essent les dues modalitats les araneses i les pallareses. A ambdues modalitats es juga amb nou bitlles o quilles i s'hi llança una bola anomenada truc o taco.

## Desenvolupament del joc[1]
El material consta de 6 bitlles i 3 bitllots.
Una partida consta de 9 tirades per jugador dividides en 3 rondes de 3 tirades. A cada tirada es poden llançar d'un a tres bitllots. Es plantaran les bitlles en dues fileres de tres columnes separades entre elles tenint en compte que ha de poder passar el bitllot més gros sense tocar-les. La distància de tir serà d'11,5 metres per als homes i 9,5 metres per a les dones, a partir de 15 anys. Els més petits poden fer-ho de més a prop, segons la seva força. L'objectiu principal és fer Bitlla, tombar cinc de les sis bitlles.

### Puntuació
| Bitlles tombades | Punts    | Sobrenom |
| ---------------- | -------- | -------- |
| Cap              | 0 punts  |          |
| 1                | 1 punt   |          |
| 2                | 2 punts  |          |
| 3                | 3 punts  |          |
| 4                | 4 punts  |          |
| 5                | 10 punts | Bitlla   |
| 6                | 6 punts  | Llenya   |

En cas d'igualada a punts, guanyarà el jugador que hagi fet més Bitlles. Si continuen en paritat faran una altra ronda de tres tirades.

## Història[2]

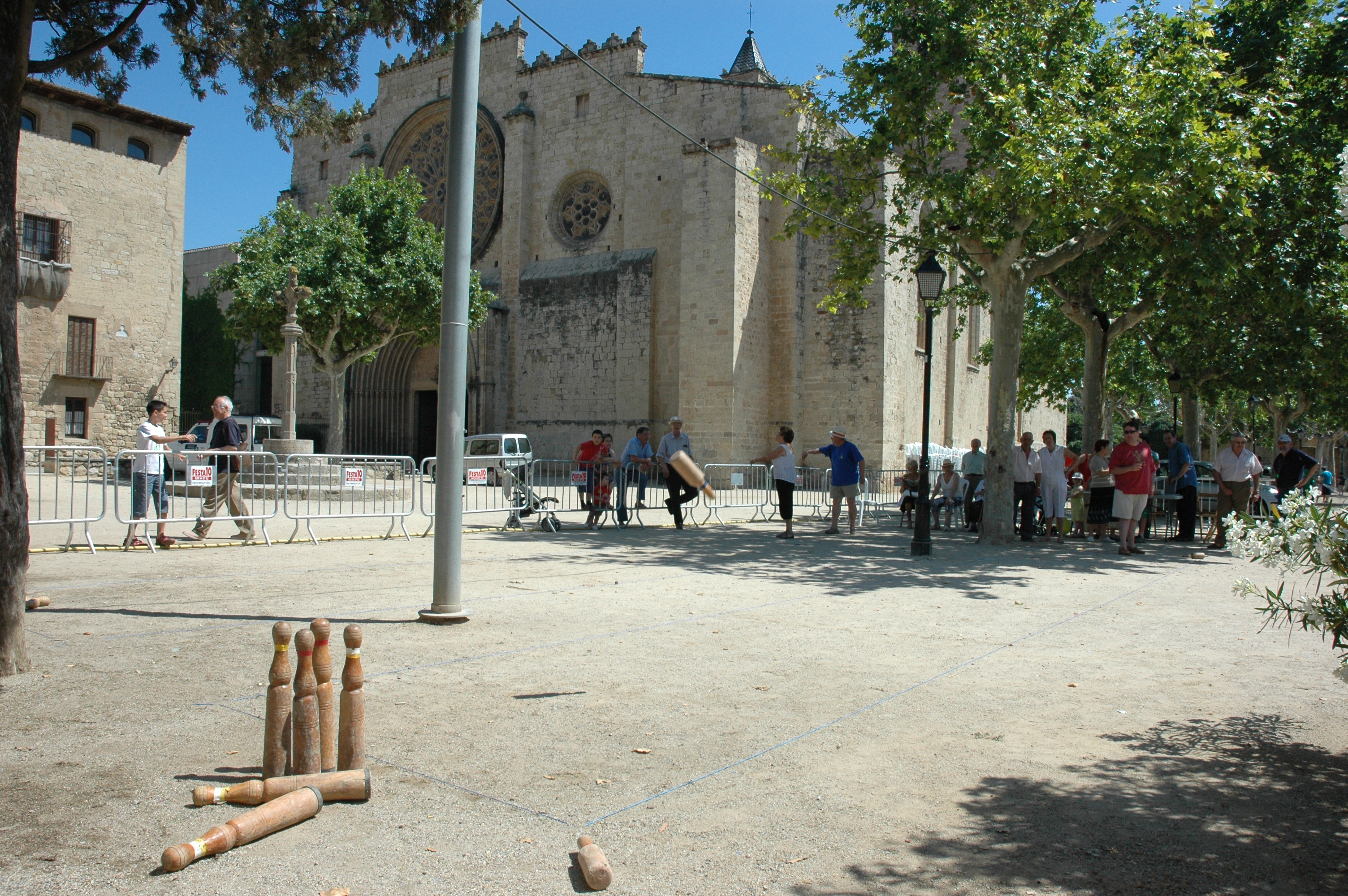
Taller i demostració de bitlles catalanes a Sant Cugat

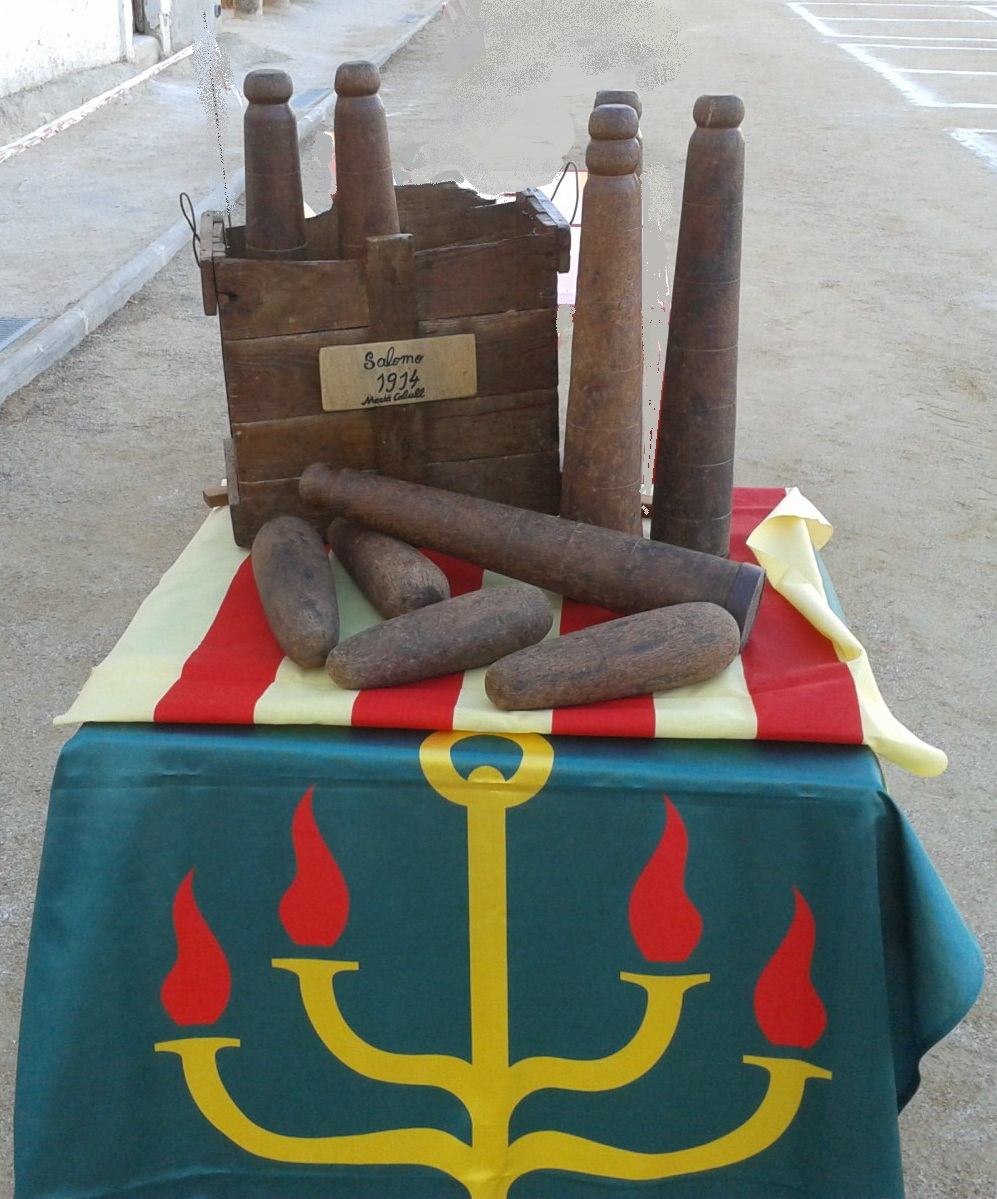
Bitlles i bitllots catalans de l'any 1914 fetes per Macià Calull, Salomó (Tarragona)

El joc de bitlles, profundament arrelat a tot Catalunya en el passat i avui en fase de recuperació, té els seus orígens en els més allunyats temps i en les civilitzacions més diverses.
Pel que fa a Catalunya els documents més antics que es conserven sobre aquest joc daten dels anys 1376 i 1402, el primer de Torroja del Priorat i el segon d'Igualada, els quals deixen constància del fet de la seva pràctica. Amb l'adveniment de la dictadura franquista, el joc fou prohibit amb el pretext que s'hi feien apostes i, per tant, sofrí una sobtada decadència que en molts llocs suposà la quasi total desaparició. Al caire dels anys vuitanta, aprofitant el canvi de règim, el joc retrobà el seu lloc i es produí un reviscolament general.
El joc, simple i espectacular, té per objectiu tombar cinc de les sis bitlles de què consta. Per fer-ho, el jugador llença fins a tres bitllots des d'una distància predeterminada. Les Bitlles Catalanes van ser un joc de carrer per a tothom. Avui, ja convertides en un esport federat i reglamentat, les Bitlles Catalanes no perden el seu caire tradicional i popular que fa que formin part de la nostra cultura.
L'esport destaca bàsicament a les Terres de l'Ebre on reben el nom de birles i a la Plana de Lleida.
Va ser el novembre de 1987 i gràcies a l'empenta d'en Gaspar Aguayo i altres, que es fundà el "Bitlles Club La Cava-Guinardó 87" i es recuperaren, de forma organitzada, les Bitlles Catalanes a les comarques de Barcelona. Fins a l'any 94 aquest va ser l'únic club barceloní i havia de participar en les competicions organitzades a les comarques del sud de Tarragona, amb el cost i dificultats que això comportava. L'estiu d'aquell any es fundà el Club Bitlles COP del Carmel i s'organitzà la 1a. Lliga Territorial de Barcelona de Bitlles Catalanes. Poc després de començada la competició s'hi afegí un tercer club, el Club de Bitlles Siuranenc d'Horta, que hi participà amb un equip, pels tres que presentaven els altres dos clubs. Així doncs, amb set equips es disputà el Primer Campionat de Bitlles Catalanes a Barcelona. Curiosament, els tres clubs eren del Districte barceloní d'Horta-Guinardó.

## Clubs
Font:
Alt Penedès
- CB Riudebitlles
- CB Vilafranca del Penedès
- CB Sant Martí Sarroca

Tarragonès
- Bitlles Xiquets de Tarragona
- SCB Salomó

Noguera
- CB Albesa
- CB Penelles
- CB Ponts
- CB Montmagastre (Artesa de Segre)
- CB La Garzola (Vilanova de Meià)
- CB La Portella
- CB Térmens
- CB Camarasa
- CB Cabanabona-Mig Segre
- CB L'Eral de Cubells
- CB Montgai
- La Noguera CB (Térmens)
- CB Tudela de Segre (Artesa de Segre)
- CB Torrelameu

La Segarra
- CB Palou
- CB Torà
- CB Cervera
- CB Vergós de Cervera
- CB Urbanització Mas Duran (Cervera)
- CB Tordera (Granyanella)
- CB Los del Huerto (Cervera)
- CB Plans de Sió (Les Pallargues)
- CB Ametllers Cervera

Urgell
- CB Anglesola
- AV Sant Jaume Av. Catalunya (Bellpuig)
- CB Sió d'Agramunt
- CB La Fuliola
- CB La Guàrdia d'Urgell
- CB Sant Sebastià (Castellserà)
- CB Tàrrega (Tàrrega)

Pla d'Urgell
- CB Linyola
- CB Bellvís
- CB Golmés
- CB Miralcamp
- CB Vilanova de Bellpuig
- CB Ivars d'Urgell
- CB Bellavista (Miralcamp)
- CB Castellnou de Seana
- CB Mollerussa
- CB Sant Miquel de Bell-lloc d'Urgell
- CB Vallverd d'Urgell
- CB Palau d'Anglesola
- CB Flor de Lis (Linyola)
- CB El Poal

Solsonès
- CB Olius

Garrigues
- CB El Soleràs
- CB L'Albagés
- CB Sant Isidre d'Arbeca
- CB Montserrat (Castelldans)
- CB Castelldans desaparegut

Segrià
- CB Benavent de Segrià
- CB Puigverd de Lleida
- CB Els Alamús
- CB Alcoletge
- CB Arc Iris (Vilanova de Segrià)
- CB Rosselló de Segrià
- CB Sant Martí (Els Alamús)
- CB d'Alpicat
- CB Seròs
- ABC Vilabarca (Vilanova de la Barca)

Montsià
- CB Amposta
- CB La Sénia
- CB Santa Bàrbara
- CB Sant Carles de la Ràpita
- CB Els Alfacs (Alcanar)
- CB Els Valentins (Ulldecona)
- CB Freginals
- CB Masdenverge
- CB Ulldecona
- CB La Galera
- CB Mas de Barberans
- CB Les Cases d'Alcanar
- CB Los Caseros (Alcanar)
- CB La Unió, Ulldecona

Baix Ebre
- CB J.P. Deltebre
- CB Sant Jaume d'Enveja
- CB L'Ampolla
- CB Camarles
- CB Roquetes
- CB L'Atmetlla de Mar
- CB Delta de l'Ebre (Deltebre)

Terra Alta
- CB Pinell (El Pinell de Brai)
- CB Horta de Sant Joan

Baix Camp
- CE Despertaferro (Reus)
- Ball de Diables (Reus)
- El Rajoler (Castellvell del Camp)

Baix Maestrat
- CB Sant Rafel (Sant Rafel del Maestrat)
- CB Vinaròs

Barcelonès
- BC La Cava Guinardó 87 (Barcelona)
- CB Baix Guinardo (Barcelona)
- CB Camp de l'Arpa (Barcelona)
- CB COP del Carmel (Barcelona)
- CB Siuranenc d'Horta (Barcelona)
- CB TO-K-FUSTA (Badalona)
- CB Termites de Llefià (Badalona)
- CB Sagrada Família (Barcelona) abans anomenat CB Poblet Sagrada Família

Vallès, Bages i Osona
- ACB Serra de Galliners (Sant Quirze del Vallès)
- AEC Ves Que Bitllen (Terrassa)
- CB Can Folguera (Santa Perpètua de Mogoda)
- CB Castellar (Castellar del Vallès)
- AE La Perestroika (Les Franqueses del Vallès)
- CB Els Roquerols (Sant Feliu del Racó-Castellar del Vallès)
- CB Els Xatos (Rubí)
- CB El Tossal del Coro (Manresa)
- CB La Pubitlla de la Plana (Sentfores -Vic-)
- CB Sabadell (Sabadell)
- CB Sant Cugat (Sant Cugat del Vallès)
- CB Savall (Sant Llorenç Savall)
- CB Somiserem de la Vall del Ges (Torelló)

Anoia i Baix Llobregat
- CB Hostalets
- CB Viladecans
- CB Igualada
- CB La Llacuna

Maresme
- Associació Gent de Barri de Pequín (Calella)
- Associació Sant Quirze (Calella)
- ACB Pineda de Mar
- CB La Bitlla Atòmica (Tordera)
- CB La Penya del Bistec (Tordera)

Baix Empordà
- CB Llofriu
- CB Mas Solei (Mont-ras)
- CB Torrent (Mont-ras)
- CB Casc Antic (Mont-ras)
- CB Els Cremats (Mont-ras)
- CB Mont-ras
- CB Alls Secs Piquen (Mont-ras)
- CB El Crit (Mont-ras)
- CBC L'Empordanet (Mont-ras)
- CB Spuknics (Mont-ras) desaparegut
- CBC La Tribu de Mont-ras desaparegut
- AV Barri Vila-Seca (Palafrugell)
- AOE Palafrugell

La Selva
- Bitlla Mallorquines-Sils
- CP Lloret
- CB Perxa d'Astor (Sant Feliu de Buixalleu)

Catalunya Nord
- Association des Bitlles Catalanes[4]

## Competicions

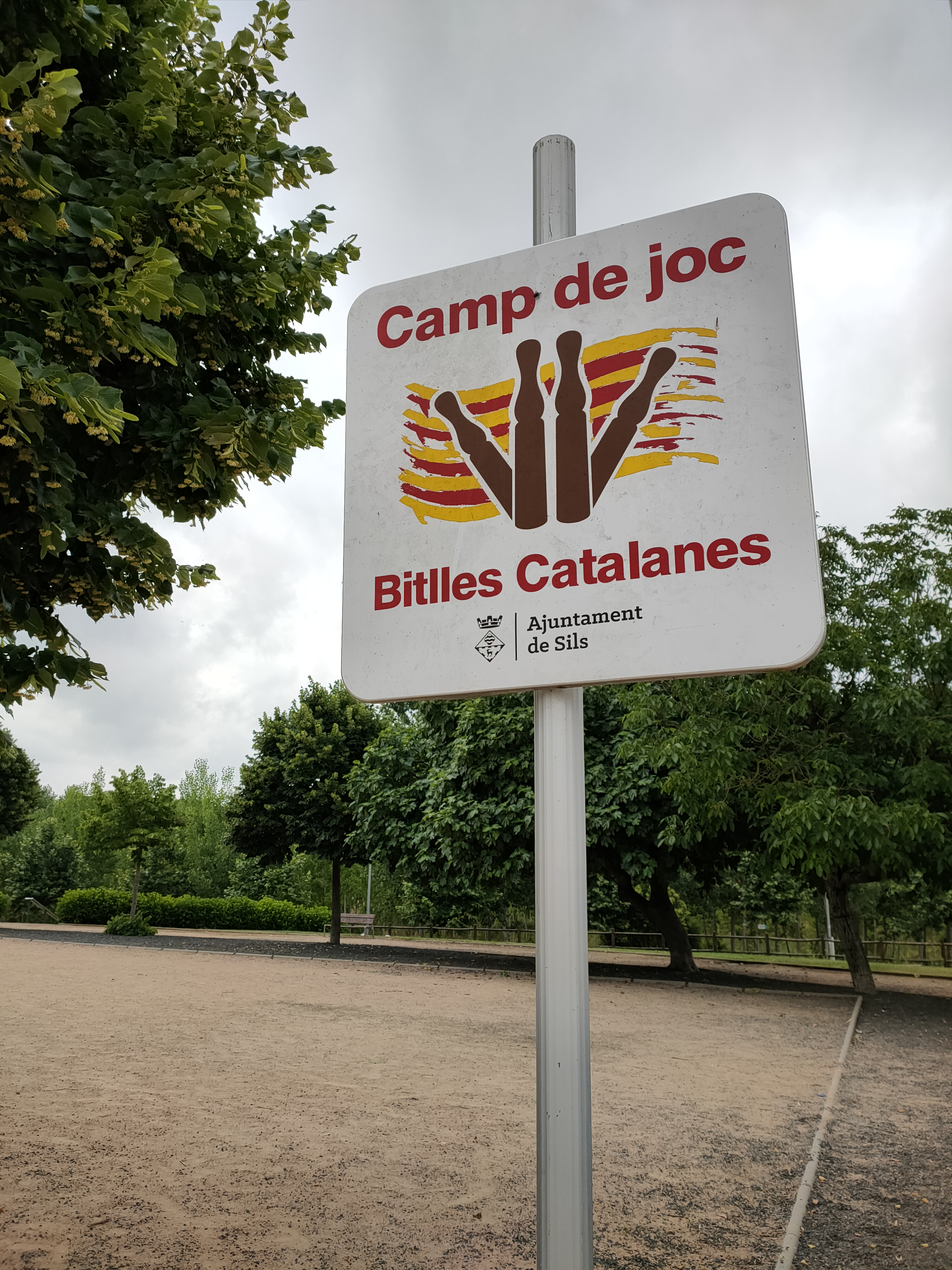
Camp de joc a Sils (la Selva)

### Campionat de Catalunya
| Any  | Seu del campionat        | Campió                 | Segon classificat       | Tercer classificat    |
| ---- | ------------------------ | ---------------------- | ----------------------- | --------------------- |
| 1995 | Barcelona (Sants)        | CB Benavent de Segrià  | CB La Sénia             | BC La Cava Guinardó   |
| 1996 | Sant Carles de la Ràpita | CB Benavent de Segrià  | CB COP                  | CB Deltebre           |
| 1997 | Vilanova de la Barca     | CB Albesa              | CB Benavent de Segrià   | CB COP                |
| 1998 | Barcelona (Horta)        | CB Albesa              | CB COP                  | CB Siuranenc d'Horta  |
| 1999 | Amposta                  | CB Albesa              | CB Freginals            | CB Bellavista         |
| 2000 | Ponts                    | CB Albesa              | CB Benavent de Segrià   | CB COP                |
| 2001 | Viladecans               | CB Albesa              | CB Can Folguera         | CB COP                |
| 2002 | Amposta                  | CB Can Folguera        | CB Albesa               | CB COP                |
| 2003 | Benavent de Segrià       | CB Albesa              | CB Vilanova de Bellpuig | CB Santa Bàrbara      |
| 2004 | Mont-ras                 | CB La Galera           | CB Freginals            | CB Viladecans         |
| 2005 | Manresa                  | CB Ivars d'Urgell      | CB Santa Bàrbara        | CB Montmagastre       |
| 2006 | Amposta                  | CB Ivars d'Urgell      | CB Miralcamp            | CB Albesa             |
| 2007 | Cervera                  | CB Albesa              | CBC Alls Secs Piquen    | CB Benavent de Segrià |
| 2008 | Torelló                  | CB Benavent de Segrià  | CB La Galera            | CB Albesa             |
| 2009 | Figueres                 | CB Benavent de Segrià  | CB La Galera            | BC Guinardo 1987      |
| 2010 | Badalona                 | CB La Galera           | CB Llofriu              | CB Benavent de Segrià |
| 2011 | Vic                      | CB La Galera           | CB Alls Secs Piquen     | CB Llofriu            |
| 2012 | Mont-ras                 | CB Llofriu             | CB Alls Secs Piquen     | CE Vilabrú            |
| 2013 | Vilafranca del Penedés   | CB Llofriu             | CB Igualada             | CB Siuranenc d'Horta  |
| 2014 | Castellar del Vallès     | CB la Galera           | CB Alls Secs Piquen     | CB Sagrada Família    |
| 2015 | Salomó                   | CB La Penya del Bistec | CB Lloreta Kin          | CB Vall-Llobrega      |
| 2016 | l'Albagés                | C.B. Os de Balaguer    | CB Guinardó             | CB Llofriu            |

### Campionat de Catalunya Individual
| Any  | Seu del campionat         | Campió Masculí                        | Campiona Femenina                      |
| ---- | ------------------------- | ------------------------------------- | -------------------------------------- |
| 1999 | Barcelona (Guinardó)      | Joan Vidal (CB Amposta)               | Joana Garcia (CB COP)                  |
| 2000 | Sant Carles de la Ràpita  | Ramon Queral (CB La Galera)           | Sandra Lopez (Club Bitlles COP)        |
| 2001 | Barcelona (Vall d'Hebron) | Germà Tomas (CB L'Ametlla)            | Cressencia Monistrol (CB Golmes)       |
| 2002 | Ivars d'Urgell            | Josep Iglesias (Albagès)              | Cressencia Monistrol (Golmès)          |
| 2003 | Mont-ras                  | Juan Garcia (CB COP)                  | Sandra Lopez (CB COP)                  |
| 2004 | Vilafranca del Penedès    | Jordi Gilabert (CB Los Caseros)       | Raquel Casanova (CB Deltebre)          |
| 2005 | Igualada                  | Llorenç Valls (CB Vallverd d'Urgell)  | Julia Lopez (CB Viladecans)            |
| 2006 | Begur                     | Olegario Navarro (CB Delta de l'Ebre) | M.Carmen Rodriguez (CB Urb. Mas Duran) |
| 2007 | Castellserà               | Joan Saball (CB Cababona)             | Roser Cherta (CB La Galera)            |
| 2008 | Calella                   | Josep Maria Martí (CB Santa Barbara)  | Roser Cherta (CB La Galera)            |
| 2009 | Castellvell del Camp      | Josep Maria Martí (CB Santa Barbara)  | Gemma Lloreta (CB Lloreta King)        |
| 2010 | Castellserà               | Jordi Mitjana (CB COP)                | Josefa Tena (CB Mollerussa)            |

### Copa Generalitat[14]
| Any  | Seu del campionat          | Campió                  | Segon classificat       |
| ---- | -------------------------- | ----------------------- | ----------------------- |
| 2004 | Viladecans                 | CB GARZOLA              | CB MIRALCAMP            |
| 2005 | Bellpuig                   | CB VALLVERD             | CB MIRALCAMP            |
| 2006 | Barcelona (Horta)          | CB IVARS D'URGELL       | CB VILADECANS           |
| 2007 | Llofriu                    | C.B. VALLVERD D'URGELL  | C.B LLORET              |
| 2008 | Barcelona (Horta)          | C.B. MIRALCAMP          | C.B. MIRALCAMP          |
| 2009 | Vallverd                   | C.B.C. ALLS SECS PIQUEN | C.B. AMETLLERS          |
| 2010 | Benavent de Segrià (Horta) | C.B.IVARS               | C.B.C. ALLS SECS PIQUEN |
| 2011 | Mont-ras                   | C.B.C. ALLS SECS PIQUEN | C.B.C LLOFRIU           |
| 2012 | Igualada                   | C.B.C LLOFRIU           | C.B TÀRREGA             |
| 2013 | Castellar del Vallès       | C.B SIURANENC D'HORTA   | C.B.C LLOFRIU           |
| 2014 | Bellpuig                   | C.B.C ALLS SECS PIQUEN  | C.B SIURANENC D'HORTA   |
| 2015 | Godall                     | C.B SIURANENC D'HORTA   | C.B MIRALCAMP           |
| 2016 | Cervera                    | C.B IGUALADA            | C.B LLORETA KIN         |